# Brarus mystes
Brarus mystes is een keversoort uit de familie bastaardsnuitkevers (Nemonychidae). De wetenschappelijke naam van de soort werd in 1997 gepubliceerd door Guillermo Kuschel.